# Le Hic
Hichem Baba Ahmed (àrab: هشام بابا أحمد, Hixām Bābā Aḥmad; Algèria, 1969), conegut pel nom artístic de Le Hic, és un caricaturista i dibuixant de premsa i de còmic algerià. Va treballar dins de nombrosos mitjans abans d'assentar-se com a habitual d'El Watan el 2009.

## Vida primerenca i formació
Le Hic diu a cada entrevista que va començar a dibuixar abans d'aprendre a caminar, és a dir, que la dita activitat li era vocacional. Atret pel còmic d'ençà de la infància, a l'adolescència, mentre els seus companys de classe llegien novel·les a la biblioteca escolar, ell bolcava la passió que duia dins en aquest gènere literari: Tintín, Astèrix, Lucky Luke i Zid ya Bouzid de Slim eren alguns dels que li agradaven.
Passats els estudis superiors, va obtenir el diploma d'enginyeria en ordenació del territori i protecció del medi ambient. Després, va treballar en diferents àmbits: entre d'altres, com a llibreter i com a supervisor dins d'una empresa de neteja.

## Carrera professional
Va encetar la seva carrera caricaturística el 1985 al diari L'Authentique i va incorporar-se a Le Matin el 1999, on va restar fins al 2004. Aleshores, va passar un any al diari Le Jeune Indépendant i es va unir a la continuació, Le Soir d'Algérie, del 2006 al 2009. A través dels dibuixos humorístics, denuncia i informa dels problemes de la societat algeriana, entre els quals destaquen la pobresa i la desocupació. Alguns dels blancs de les caricatures de Le Hic són el president Abdelaziz Bouteflika, els seus ministres, els responsables de l'oposició política i els alts graus de l'exèrcit.
Le Hic ha tingut altercats amb la justícia de l'inici dels anys 2000, el temps en què treballava a Le Matin, un jornal d'esquerra i contrapoder que va ser empès al tancament l'agost del 2004. Ell va haver d'anar al tribunal tots els dimecres durant dos anys per tal d'explicar el perquè dels seus dibuixos, que li van comportar nou denúncies per no acontentar les autoritats. Passava, doncs, el temps entre comissariats, despatxos de magistrats i tribunals, que tenien la competència dels delits de premsa del codi penal.
Quan li van demanar el punt de vista entorn de les caricatures de Mahoma, va respondre que trobava l'autocensura indispensable per a un dibuixant de premsa i que, si bé els jornals per als quals havia treballat no li havien imposat cap tema particular ni límits, ell se'n sabia posar tot sol.
D'altra banda, ha col·laborat en els diaris satírics El Manchar, L'Époque —de què és un dels fundadors— i el setmanari Jeune Afrique. Avui, i des de l'octubre del 2009, treballa per al jornal El Watan.
A més a més, ha publicat un munt de còmics humorístics, el primer dels quals es titula Le quatrième mandat expliqué à ma fille. El 2011, va fundar i passar a editar El Bendir, una revista algeriana dedicada al còmic on pren una faceta diferent com a artista. D'altres han estat recopilats en reculls de dibuixos. Finalment, és membre de l'associació Cartooning for Peace.

## Distincions
El 2016, Bernard Émié, l'ambaixador de França a Algèria, li va concedir el rang de cavaller de l'Orde de les Arts i les Lletres.

## Publicacions
- Dessine moi l’humour, obra col·lectiva de dibuixos de premsa, Éditions Chihab, Algèria, 2006
- Nage dans ta mer, recull dels seus dibuixos publicats a Le Soir d'Algérie, Éditions Dalimen, Algèria, 2009
- « L’Algiré », recull dels seus dibuixos publicats a El Watan, Éditions Dalimen, Algèria, 2010
- Dégage, Éditions Dalimen, Algèria, 2011